# 小室広佐子
小室 広佐子（こむろ ひさこ、1956年8月12日 - ）は、日本のマスメディア研究者、社会情報学者、元NHKニュースキャスター、東京国際大学教授、国際関係学部長、副学長。

## 経歴
東京都台東区浅草生まれ。兄が二人いる。東京大学教養学部国際関係学分科を卒業後、心理学を学ぶべく同教育学部学校教育学科に学んで卒業し、さらに同大学院人文社会学研究科社会情報学専攻を修了した（社会情報学修士）。大学生時代はテニスキャプテンとして、7校の旧帝大リーグ戦を制したことがある。英検1級の資格を持つ。
日本放送協会 (NHK) の報道番組キャスター、リポーターとして、NHK衛星第1テレビ (BS1)『ワールドニュース』などに出演し、東京のほか、ロンドン支局、欧州総局（パリ）に勤務した。
2002年、東京国際大学国際関係学部国際メディア学科助教授に転じ、社会情報学などを講じるようになった。東京国際大学では、フジテレビ出身の露木茂と同僚であった。
その後、准教授を経て、教授に昇任し、国際関係学部長となったが、その後さらに所属学部が言語コミュニケーション学部に移り、
言語コミュニケーション学部長、副学長となった。
学外でも、数多くの公的審議会、委員会等に参加しており、日本私立大学協会国際交流部委員会、財務省関税等不服調査委員会、気象庁業務評価委員、内閣府中央防災会議委員などを務めている。

## 出演番組
- ワールドニュース
- 解説委員室

## 著書

### 共著
- （日比野正明、岡本幸雄との共著）国際社会の動向と日本、玉川大学出版部、1999年
- （柏倉康夫、萩野弘巳との共著）マスメディア論、放送大学教育振興会、2003年
- （柏倉康夫、佐藤卓己との共著）日本のマスメディア、放送大学教育振興会、2007年